# Répceszemere
Répceszemere è un comune di 336 abitanti situato nella contea di Győr-Moson-Sopron, nell'Ungheria nordoccidentale.